# آدم هارفي
آدم هارفي (بالإنجليزية: Adam Paul Harvey)‏ (و. 1984 – م) هو ممثل، من المملكة المتحدة.

## وصلات خارجية
- آدم هارفي على موقع IMDb (الإنجليزية)
- آدم هارفي على موقع قاعدة بيانات الفيلم (الإنجليزية)